# Richard Nelson (Musiker, 1960)
Richard Nelson (* 16. Juni 1960 in Singapur) ist ein irischer Jazz- und Unterhaltungsmusiker (Pedal Steel Guitar, Dobro).

## Leben und Wirken
Nelson wuchs zunächst in Sarawak in Malaysia auf, dann in der nordirischen Grafschaft Antrim. Seitdem er acht Jahre alt war, erhielt er Klavierunterricht. Mit zwölf Jahren kaufte er seine erste Gitarre. Nach einer Buchhalterlehre wurde er professioneller Musiker und begann seine Karriere in der Countrymusik.
Beeinflusst von Gitarristen wie Rory Gallagher, Jimi Hendrix und Django Reinhardt begann er 1978 in Belfast als Sessionmusiker, zunächst für Anne Breen und Crawford Bell. Ab 1979 arbeitete er zehn Jahre lang mit Crawford Bell. 1990 gehörte er zur Mary Duff Band, um dann mit Logue und McCoole, mit Daniel O’Donnell, mit Johnny Loughrey und mit der Mick Flavin Band zu arbeiten. Er ist auch auf Alben von De Dannan, Paul Brady (Unfinished Business), Bap Kennedy, Noel Cassidy oder Derek Ryan zu hören. 
Mit Daniel O’Donnell und Mary Duff war er mehrfach international auf Tournee in Mitteleuropa, den USA sowie Australien und Neuseeland. Fernsehauftritte hatte er in Make Mine Country auf BBC, The Sandy Kelly Show, der Late Late Show auf RTE mit Pat Kenny, Glor Tire auf TG4, und mit Gloria Hunniford auf UTV und BBC. Er konzertierte auch auf dem Montreux Jazz Festival und dem North Sea Jazz Festival und trat auch mit Van Morrison auf.
Nelson hat unter eigenem Namen zunächst ein Album mit Country-Songs namens Story Book aufgenommen. 2005 veröffentlichte er als Eigenproduktion ein Album mit Jazzstücken namens Moment’s Notice, auf dem er vom Phil Ware Trio begleitet wurde. Auf dem Label Modal Citizen Records folgte 2018 das Album Song for My Father und 2020 No More Blues, das in den USA die Airplay-Charts erreicht hat. Er hat weiterhin mit Jazzmusikern wie Hugh Buckley, Dave Redmond, Ciaran Wilde, Cathal Roache und Myles Drennan zusammengearbeitet und ist einer der gefragtesten Studiomusiker Irlands, der auf über 500 Alben mitwirkte.
2002 begründete Nelson das Irish Steel Guitar Festival, das bis 2019 jährlich stattfand. Gemeinsam mit Daniel Jones verfasste er das Lehrbuch Jazz Theory for the Pedal Steel Guitarist.